# San Lucas (Apostolado de Almadrones)
San Lucas es una obra atribuida al Greco, que formaba parte del llamado Apostolado de Almadrones, una serie de lienzos hallados en la iglesia de Almadrones, en Guadalajara. Consta con el número 190 en el catálogo razonado realizado por el profesor e historiador del arte Harold Wethey, especializado en el Greco.

## Introducción
Durante la última etapa de su vida, el Greco jugó un papel importante en la popularización de un tipo de conjunto pictórico llamado "Apostolado". Un apostolado completo comprende trece imágenes, doce de las cuales representan a los Apóstoles, y otra que representa a Cristo como Salvator Mundi. El Apostolado de Almadrones es una serie incompleta de ocho imágenes, originarias de la iglesia parroquial de Almadrones, un pueblo de la provincia de Guadalajara.

## Análisis de la obra
- Pintura al óleo sobre lienzo; 28-1/4 x 21-5/8 in. (72 x 55 cm).; circa 1610-14;[2]
- Museo de Arte de Indianápolis.[3]

- En la parte inferior izquierda del libro, aparecen las iniciales Delta (Δ) y Theta (Θ), a manera de una firma, en pintura al óleo negra.

Lucas el Evangelista aparece girado a la izquierda del espectador, mientras que en el Apostolado de la catedral de Toledo y en el Apostolado de San Feliz su posición es frontal. Lleva un libro cerrado y un pincel, y viste una túnica verde y un manto amarillo, cuya ejecución es mediocre.